# Бодячів (Луцький район)
Бо́дячів — село в Україні, у Луцькому районі Волинської області. Входить до складу Ківерцівської міської громади. Населення становить 531 особу.

## Географія
Селом протікає річка Конопелька.

## Історія
У 1906 році село Тростянецької волості Луцького повіту Волинської губернії. Відстань від повітового міста 18 верст, від волості 14. Дворів 29, мешканців 242.
До 8 серпня 2018 року село входило до складу Сокиричівської сільської ради Ківерцівського району Волинської області.
19 липня 2020 року, в результаті адміністративно-територіальної реформи та ліквідації Ківерцівського району, село увійшло до складу Луцького району.

## Населення
Згідно з переписом УРСР 1989 року чисельність наявного населення села становила 644 особи, з яких 302 чоловіки та 342 жінки.
За переписом населення України 2001 року в селі мешкало 515 осіб.

### Мова
Розподіл населення за рідною мовою за даними перепису 2001 року:
| Мова       | Відсоток |
| ---------- | -------- |
| українська | 99,25 %  |
| російська  | 0,56 %   |
| польська   | 0,19 %   |

## Цікаві місця
Місцевий лісовий масив відомий завдяки таємничому Урочищу Бра.